# Шаранси Везен
Шаранси Везен (фр. Charency-Vezin) насеље је и општина у североисточној Француској у региону Лорена, у департману Мерт и Мозел која припада префектури Брије.
По подацима из 2011. године у општини је живело 658 становника, а густина насељености је износила 44,49 становника/km². Општина се простире на површини од 14,79 km². Налази се на средњој надморској висини од 202 метара (максималној 365 m, а минималној 192 m).

## Демографија
| 1962. | 1968. | 1975. | 1982. | 1990. | 1999. | 2011. |
| ----- | ----- | ----- | ----- | ----- | ----- | ----- |
| 621   | 648   | 591   | 557   | 505   | 563   | 658   |

График промене броја становника у току последњих година